# Capitoli di Dragon Quest: The Adventure of Dai

Copertina del cinquantaduesimo volume dell'edizione italiana, raffigurante Dai

Questa è la lista dei capitoli di Dragon Quest: The Adventure of Dai, manga scritto da Riku Sanjo, disegnato da Kōji Inada e pubblicato originariamente dalla Shūeisha sulla rivista Weekly Shōnen Jump dal 1989 al 1996 arrivando a un totale di 349 capitoli, che dal marzo del 1990 al giugno del 1997 sono stati raccolti in 37 volumi tankōbon. È stato poi pubblicato anche in molti altri paesi, tra cui Francia, Messico e Italia, arrivando a ottenere un buon successo internazionale.
Originariamente fu creata solo una storia breve in due capitoli intitolata Derupa! Iruiru! (non ha traduzione, si tratta di parole magiche pronunciate dai personaggi nella storia) (parte 1 e parte 2), ma poiché ebbe successo venne creato anche un seguito di tre episodi intitolato Dai bakuhatsu! (lett. "Esplode Dai!") (parte 1, parte 2 e parte 3), e poiché anch'esso ebbe successo si decise di proseguire e creare una serie lunga intitolandola Dai no daibōken (lett. "La grande avventura di Dai") di cui questi cinque divennero i primi capitoli che fanno da prologo alla storia.
In Italia è stato pubblicato dalla Star Comics dal novembre del 1997 all'aprile del 2002 in una testata appositamente creata chiamata Dragon. Inizialmente fu pubblicato in volumi dal formato più piccolo di quello degli originali e poi, a partire dal numero 48 (ottobre 2001), che è il più voluminoso e comprende parte del numero 30 dell'edizione originale più tutto il 31, viene equiparato all'originale, cosicché il numero 49 dell'edizione italiana corrispondesse esattamente al numero 32 dell'edizione giapponese, il 50 al 33, e così via fino all'ultimo, il 54º, corrispondente al 37º. In seguito sono stati pubblicati anche altri sette volumi, cioè i primi della ristampa che corrispondono esattamente agli originali, ma a causa delle scarse vendite questa pubblicazione è stata interrotta e mai più ripresa lasciando la nuova raccolta incompleta. Ad aprile 2021 è stata annunciata da Star Comics una nuova edizione del manga originale, la quale si intitola Dragon Quest: The Adventure of Dai, presenterà un totale di 25 volumi ed esce a partire dal 17 novembre 2021.

## Volumi 1-10
| Nº Ja | Nº It | Titolo italiano Giapponese 「Kanji」 - Rōmaji | Data di prima pubblicazione         | Data di prima pubblicazione              |
| Nº Ja | Nº It | Titolo italiano Giapponese 「Kanji」 - Rōmaji | Giapponese                          | Italiano                                 |
| 1     | 1-2   | Inizia l'avventura!/Il precettore 「勇者の家庭教師!!」 - Yūsha no kateikyōshi!! | 9 marzo 1990 ISBN 4-08-871071-1     | novembre 1997 dicembre 1997              |
| 1     | 1-2   | Capitoli - 1. L'isola dei mostri (デルバ!イルイル!(前編)?, Derupa! Iruiru! (Zenpen)) - 2. L'isola dei mostri -Seconda parte- (デルバ!イルイル!(後編)?, Derupa! Iruiru! (Kōhen)) - 3. La trasformazione di Dai (ダイ爆発!!!(前編)?, Dai bakuhatsu!!! (Zenpen)) - 4. La trasformazione di Dai -Seconda parte- (ダイ爆発!!!(中編)?, Dai bakuhatsu!!! (Chūhen)) - 5. La trasformazione di Dai -Terza parte- (ダイ爆発!!!(後編)?, Dai bakuhatsu!!! (Kōhen)) - 6. Il precettore (勇者の家庭教師!!?, Yūsha no kateikyōshi!!) - 7. L'allenamento di Dai (ダイ特訓!!!?, Dai tokkun!!!) - 8. Il drago con gli occhiali (メガネをかけた竜!?, Megane o kaketa ryū!) - 9. La comparsa di Satana (魔王の出現…!??, Maō no shutsugen...!?) |                                     |                                          |
| 1     | 1-2   | Trama Quindici anni fa, un grande eroe sconfisse Hadler, il re del male che terrorizzava il mondo. I suoi mostri, liberati dal suo controllo, andarono a vivere sull'isola di Demurin, dove un ragazzino di nome Dai viene cresciuto da Brass. Dai sogna di diventare un eroe, mentre Brass vuole farne un mago, anche se non è affatto bravo con la magia. Una banda di falsi eroi in cerca di gloria arriva sull'isola e rapisce Gome, un mostro grande amico di Dai, il quale si dirige fino al regno di Romos da cui i delinquenti provengono per recuperarlo. Con l'aiuto di altri mostri, Dai salva Gome e guadagna anche l'amicizia del re di Romos in persona. Poche settimane dopo, la principessa Leona, dal regno di Papunika, arriva sull'isola per essere battezzata, ma i suoi sudditi cercano di ucciderla. Per proteggerla, Dai risveglia una forza misteriosa che lo rende in grado di usare la magia e sconfigge i nemici. In seguito, i mostri sull'isola diventano improvvisamente violenti e Brass esorta Dai a lasciare l'isola perché ha paura di ucciderlo con le sue stesse mani. In quel momento, giunge sull'isola Aban (col suo discepolo Pop), che usa un incantesimo per proteggere l'isola dalle forze del male e annuncia di essere stato mandato dalla famiglia di Leona per fare di Dai un eroe e permettergli di sconfiggere Hadler, che è stato resuscitato. Dai accetta di seguire l'addestramento speciale di Aban, durante il quale vengono interrotti dall'arrivo di Hadler in persona. |                                     |                                          |
| 2     | 2-4   | Il precettore/Lo stemma del drago/Il terzo allievo 「対決!!ハドラー対アバン」 - Taiketsu!! Hadorā tai Aban | 10 aprile 1990 ISBN 4-08-871072-X   | dicembre 1997 gennaio 1998 febbraio 1998 |
| 2     | 2-4   | Capitoli - 10. L'identità di Hadler (ハドラーの正体…!!?, Hadorā no shōtai...!!) - 11. Hadler contro Aban (対決!!ハドラー対アバン?, Taiketsu!! Hadorā tai Aban) - 12. Il simbolo di Aban (アバンのしるし?, Aban no shirushi) - 13. Il furioso Dai (ダイ激怒!!!?, Dai gekido!!!) - 14. Esplode l'Aban Strash! (爆発!! 最強技?, Bakuhatsu!! Sutorasshu) - 15. La grande avventura di Dai (大冒険への旅立ち!!?, Daibōken e no tabidachi!!) - 16. Il bosco demoniaco (魔の森のマァム?, Ma no mori no Māmu) - 17. Crocodyne, il re degli animali (獣王!!クロコダイン?, Jū ō!! Kurokodain) - 18. L'urlo di Crocodyne (獣王のおたけび!!?, Jū ō no otakebi!!) |                                     |                                          |
| 2     | 2-4   | Trama Aban è il grande eroe che ha sconfitto Hadler quindici anni prima. Nuovamente faccia a faccia, i due si affrontano e Hadler rivela di essere stato resuscitato dal Dio del Male, Baan. Dopo aver affidato ai suoi allievi il compito di sconfiggere Satana, Aban si sacrifica contro Hadler. Furioso per la morte del proprio maestro, Dai risveglia la sua forza e costringe Hadler alla ritirata, che lo riconosce come il “Cavaliere del Drago”. Tornato alla fortezza dei Demoni, Hadler riferisce a Baan quanto accaduto e ordina a tutte le sue truppe di uccidere Dai prima che diventi una minaccia troppo grande. Mentre si dirigono al regno di Romos, nel bosco demoniaco Dai e Pop salvano una bambina e incontrano Maam, una guerriera che li invita al loro villaggio. I due rifiutano ma perdono Gome, che viene raccolto da Maam. Nella foresta, Dai e Pop si trovano ad affrontare Crocodyne, uno dei sei comandanti dell'esercito demoniaco di Hadler. Pop scappa mentre Dai cerca di affrontarlo. |                                     |                                          |
| 3     | 4-5   | Il terzo allievo/Combatti, Pop! 「集え!!アバンの使徒」 - Tsudoe!! Aban no shito | 8 agosto 1990 ISBN 4-08-871073-8    | febbraio 1998 marzo 1998                 |
| 3     | 4-5   | Capitoli - 19. Il terzo allievo (集え!!アバンの使徒?, Tsudoe!! Aban no shito) - 20. La minaccia del Madan Gun (驚異の魔弾銃?, Kyōi no Madangan) - 21. Aban, il nostro maestro (アバン・我らが師?, Aban - Warera ga shi) - 22. La scelta di Maam (第3の仲間!!?, Daisan no nakama!!) - 23. Pericolo al regno Romos (危機迫るロモス?, Kiki semaru Romosu) - 24. L'assalto dello Hyakujumadan (百獣総進撃!!?, Hyakujū sōshingeki!!) - 25. Il punto debole di Dai (ダイの弱点…!??, Dai no jakuten...!?) - 26. L'arcivescovo stregone (卑劣なり! 妖魔司教?, Hiretsu nari! Yōma shikyō) - 27. Un briciolo di coraggio (ひとかけらの勇気!?, Hito kakera no yūki!) |                                     |                                          |
| 3     | 4-5   | Trama Maam salva ancora una volta Pop, che si rende conto che anche lei è una discepola di Aban. Entrambi giungono poi in soccorso a Dai contro Crocodyne, il quale si ritira dopo aver perso l'occhio sinistro, promettendo vendetta. L'intera squadra torna così al villaggio, dove incontra Leila, la madre di Maam e membro della squadra di Aban che aveva sconfitto Hadler quindici anni prima. Dai decide quindi di farsi addestrare dal patriarca del villaggio nell'uso degli incantesimi e lo informa della morte del maestro. Nel frattempo, Crocodyne viene istigato da Zaboera, un altro dei sei comandanti, che gli porge una scatola magica. Il giorno successivo, Maam si unisce a Dai, Pop e Gome per dirigersi al castello di Romos. In una locanda, incontrano la banda di falsi eroi Derorin, Zurubon, Herohero e Mazofuho. Al mattino, Crocodyne attacca il castello del re per attirare Dai. Timoroso della morte, Pop rinuncia e confessa di non voler combattere. Delusa, Maam lo rimprovera e parte da sola per il castello. Crocodyne ricorre all'aiuto datogli da Saboera e libera il mostro che era al suo interno: Brass, ora soggiogato. Dai si trova in difficoltà, non volendo fare del male al proprio nonno, mentre Maam viene catturata dall'occhio demoniaco al servizio di Zaboera. Intanto Pop, consumato dalla vergogna, ha una sorta di presentimento ma ha troppa paura per andare a combattere. L'incoraggiamento di Mazof lo convince però a correre al castello, dove sfida Crocodyne per vendicare i suoi amici. |                                     |                                          |
| 4     | 5-7   | Combatti, Pop!/L'ira di Dai/Bloody Scraid! 「6大団長集結…!?」 - Roku daidanchō shūketsu...!? | 11 novembre 1990 ISBN 4-08-871074-6 | aprile 1998 maggio 1998 giugno 1998      |
| 4     | 5-7   | Capitoli - 28. Combatti, Pop! (ポップ!生命をかけろ!!?, Poppu! Inochi o kakero!!) - 29. L'amicizia fa miracoli (奇跡呼ぶ友情?, Kiseki yobu yūjō) - 30. L'ira di Dai (ダイ怒りの紋章!!?, Dai ikari no monshō!!) - 31. I piccoli prodi guerrieri (小さな勇者たち?, Chiisana yūshatachi) - 32. Partenza per il regno Papunica! (パプニカをめざせ!?, Papunika o mezase!) - 33. La riunione dei comandanti (6大団長集結…!??, Roku daidanchō shūketsu...!?) - 34. Il guerriero misterioso (謎の剛剣士?, Nazo no gōkenshi) - 35. Lo spadaccino diabolico (魔剣戦士ヒュンケル!!?, Maken senshi Hyunkeru!!) - 36. Il nemico di Hyunkel (父の敵…アバン!??, Chichi no kataki... Aban!?) - 37. La potentissima spada nera (黒き最強剣!!?, Kuroki saikyō ken!!) |                                     |                                          |
| 4     | 5-7   | Trama Non avendo possibilità contro Crocodyne, Pop utilizza le sue ultime forze per lanciare lo stesso incantesimo di Aban e liberare così Brass. Crocodyne è commosso da questo gesto coraggioso ma, spinto da Zaboera, si accinge ad uccidere Pop. È allora che Gome, volteggiando sopra Dai ferito, brilla intensamente e le ferite di Dai guariscono. Crocodyne viene sconfitto dall'Aban Strash di Dai e, gravemente ferito, esprime il suo rammarico per aver usato una tattica sleale, per poi lanciarsi dalla cima della torre, ponendo fine all'attacco del suo esercito al regno di Romos. Mentre Crocodyne viene recuperato dall'esercito demoniaco per tentare di salvarlo, Hadler riunisce i restanti comandanti dell'esercito ma si rammarica, tuttavia, che il leader degli immortali non sia presente, essendo stato inviato da Satana Baan in persona a occuparsi della squadra di Dai. Questa è intanto giunta al regno di Papunika, che è stato devastato dall'esercito degli immortali. Leona non si trova da nessuna parte ma incontrano Hyunkel, il primo discepolo di Aban e ora comandante dell'esercito degli immortali. Allevato da un soldato di Hadler, egli nutre un odio viscerale nei confronti di Aban per la morte di suo padre. Hyunkel affronta i tre ragazzi e usa un'armatura immune a tutti gli incantesimi. La squadra di eroi si trova in difficoltà ma Dai si rende conto che l'armatura ha un punto debole che lascia vedere il viso e colpisce Hyunkel al volto. |                                     |                                          |
| 5     | 7-8   | Bloody Scraid!/La battaglia decisiva 「正義の稲妻剣!!!」 - Seigi no inazuma ken!!! | 8 febbraio 1991 ISBN 4-08-871075-4  | giugno 1998 luglio 1998                  |
| 5     | 7-8   | Capitoli - 38. Bloody Scraid! (絶体絶命…!!?, Zettai zetsumei...!!) - 39. Lacrime di coccodrillo (獣王の涙?, Jū ō no namida) - 40. Il castello demoniaco sotterraneo (これが地底魔城だ!?, Kore ga chitei majō da!) - 41. Un fulmine potente (稲妻にかけろ!?, Inazuma ni kakero!) - 42. Il dedalo mortale (潜入!死の迷宮?, Sennyū! Shi no danjon) - 43. La battaglia decisiva (決着の瞬間…!!?, Ketchaku no toki...!!) - 44. La spada demoniaca uccide Dai?! (ダイ、魔剣に死す…!!??, Dai, maken ni shisu...!!?) - 45. Lo spirito del padre (父の魂!!?, Chichi no tamashii!!) - 46. La spada della giustizia (正義の稲妻剣!!!?, Seigi no inazuma ken!!!) - 47. Addio, guerriero solitario (さらば孤独の戦士?, Saraba kodoku no senshi) |                                     |                                          |
| 5     | 7-8   | Trama Hyunkel sconfigge Dai ma, quando sta per finirlo, viene fermato da Crocodyne, che permette a Dai e Pop di scappare con le sue bestie. Crocodyne spiega di aver compreso la vera essenza degli umani grazie a Dai e supplica Hyunkel di redimersi ma questi lo abbatte e cattura Maam per usarla come esca. Hadler gli fa visita e Hyunkel nega di aver visto Crocodyne (a cui sta invece fornendo un trattamento curativo). Nel frattempo Dai e Pop incontrano Badaku, la guardia del corpo della principessa Léona, che ha però perso di vista. I due allievi ideano una strategia: Pop userà un incantesimo per far apparire le nuvole e Dai userà Raiden per attaccare Hyunkel, in quanto la sua armatura non contrasta l'elettricità. Il giorno successivo, tornano al quartier generale di Hyunkel ma vengono condotti in trappola. Frattanto, Maam sente i soldati discutere della trappola impostata e riesce a scappare grazie all'aiuto di Gome. Dai e Pop si trovano finalmente ad affrontare Hyunkel, in un'arena a cielo aperto. La loro strategia ha successo ma Hyunkel sopravvive e sferra un colpo fatale a Dai con la sua tecnica segreta. Maam si unisce a loro e consegna a Hyunkel un oggetto che ha trovato in un nascondiglio segreto, contenente l'ultimo messaggio del padre di Hyunkel, che gli rivela come in realtà fu Hadler ad ucciderlo e non Aban. Tuttavia, Hyunkel si rifiuta di crederci e si accinge a dar loro il colpo di grazia. Nonostante sia inconscio, Dai si rialza e riprende il combattimento, coniugando magia e tecnica con la spada e sconfigge finalmente Hyunkel unendo la tecnica di Raiden e Aban. Hyunkel si redime ma appare il comandante Fraizard, che risveglia il vulcano situato sotto al quartier generale. Hyunkel si sacrifica dunque per salvare gli altri. I comandanti degli eserciti del male si incontrano di nuovo e Fraizard chiede che gli venga assegnato l'attacco a Papunika. |                                     |                                          |
| 6     | 9-10  | Di nuovo insieme/Il grande mago 「残酷!フレイザード」 - Zankoku! Fureizādo | 10 aprile 1991 ISBN 4-08-871076-2   | luglio 1998 agosto 1998                  |
| 6     | 9-10  | Capitoli - 48. Il proiettile di segnalazione (合図の信号弾?, Aizu no shingōdan) - 49. Dov'è Leona? (その時、レオナは……!??, Sono toki, Reona wa...…!?) - 50. Lo spietato Fraizard (残酷!フレイザード?, Zankoku! Fureizādo) - 51. Prode guerriero VS guerriero dello Hyoenmaden (勇者対氷炎将軍!!?, Yūsha tai hyōen shōgun!!) - 52. La formula del confine sacro (恐怖の結界呪法!!?, Kyōfu no kekkai juhō!!) - 53. Bella di ghiaccio (凍れる美女・レオナ!?, Kōreru bijo - Reona!) - 54. Il grande mago (噂の大魔道士?, Uwasa no dai madōshi) - 55. La lezione di Matoriv (マトリフの特訓?, Matorifu no tokkun) - 56. Sbarco all'isola Barsy (バルジ島へ上陸せよ?, Baruji-tō e jōriku se yo) |                                     |                                          |
| 6     | 9-10  | Trama Dai, Pop, Maam, Gome e Badaku, alla ricerca di Leona, incontrano Amy, uno dei tre saggi di Papunika. Li informa che Leona si trova sulla torre dell'isola di Baji, isolata da un vortice. L'intera squadra va lì con una mongolfiera ma vi giunge anche Fraizard, che attacca il gruppo. Dai mette in difficoltà il nemico, che ricorre allora a una tecnica segreta che annulla gli incantesimi altrui e riduce la loro forza con due torri, di ghiaccio e fuoco. Vedendo la situazione aggravarsi, Maam suggerisce al gruppo di fuggire. Per impedirglielo, Fraizard lancia un incantesimo congelante su Leona ma il gruppo fugge lo stesso. I soldati di Fraizard li attaccano ma vengono annientati da Matorif, un grande mago che apparteneva alla squadra di Aban insieme ai genitori di Maam. Il gruppo si riorganizza per contrastare la barriera di Fraizard e poter salvare Leona: mentre Badaku produce esplosivi per distruggere le due torri, Dai si allena con Maam e Pop con Matorif, il quale gli insegna un incantesimo di spostamento. Nel frattempo, Hadler annuncia al suo esercito un'offensiva generale contro gli eroi ma ordina al comandante Baran di andare a mettere in ginocchio il Paese di Carl, facendo sospettare a quest'ultimo di voler impedire che si incontri con Dai. Fraizard avverte poi tutta la squadra che Leona, nel ghiaccio, non sopravviverà più di poche ore. Il gruppo parte dunque per Baji, dove lo attendono gli eserciti di ombre e maghi. |                                     |                                          |
| 7     | 10-12 | Il grande mago/Salviamo la principessa!/L'ultima sfida 「不死身の救世主!!!」 - Fujimi no kyūseishu!!! | 10 luglio 1991 ISBN 4-08-871077-0   | agosto 1998 settembre 1998 ottobre 1998  |
| 7     | 10-12 | Capitoli - 57. L'attacco generale dell'esercito demoniaco (魔王軍総攻撃!!!?, Maōgun sōkōgeki!!!) - 58. Un combattimento infuocato (超高熱の死闘!!?, Chōkōnetsu no shitō!!) - 59. Il messia invulnerabile (不死身の救世主!!!?, Fujimi no kyūseishu!!!) - 60. La rinascita del guerriero (戦士復活!!?, Senshi fukkatsu!!) - 61. Hyunkel contro Hadler (激突!!ヒュンケル対ハドラー?, Gekitotsu!! Hyunkeru tai Hadorā) - 62. L'energia vitale (火を吹く最終闘気!!?, Hi o fuku saishū Tōki!!) - 63. La croce della vita e della morte (生と死の十字架?, Sei to shi no kurusu) - 64. Salviamo la principessa! (突入!!レオナを救え?, Totsunyū!! Reona o sukue) - 65. La terribile potenza di Fraizard (フレイザードの執念?, Fureizādo no shūnen) - 66. L'ultima sfida (嵐の弾岩!!!?, Arashi no dangan!!!) |                                     |                                          |
| 7     | 10-12 | Trama Dai, Gome e Badaku cadono nella trappola nemica ma vengono salvati da Crocodyne. Nel frattempo, Pop e Maam si trovano faccia a faccia con Hadler in persona. Pur non potendo competere con lui, Pop non si arrende e riesce a tenergli testa. Quando però Hadler sta per uccidere Maam, Hyunkel la salva e distrugge una delle torri nemiche, rivelando di essere stato curato da Crocodyne, che lo ha poi convinto ad aiutare Dai. Hyunkel affronta dunque Hadler per regolare i conti, riuscendo a sconfiggerlo a costo della propria energia vitale, tuttavia il corpo di Hadler non viene trovato. Crocodyne sbaraglia l'esercito di maghi e ombre ma non riesce a impedire a Zaboera di scappare. Dai e i suoi amici arrivano ai piedi della torre di Baji, dove sconfiggono i soldati di ghiaccio e fuoco ma sono colti di sorpresa da Fraizard. L'arrivo di Crocodyne e Hyunkel costringe Fraizard a ricorrere alla propria tecnica segreta: l'esplosione di fuoco e ghiaccio, che potrebbe costargli la vita. Il mostro spiega così che il suo unico obiettivo è la gloria, non avendo un passato poiché creato da Hadler appena un anno prima. Di fronte al violento attacco di Fraizard, Dai ricorda l'insegnamento di Aban e sfida Fraizard, dicendogli che anche lui userà la sua tecnica definitiva. |                                     |                                          |
| 8     | 12-13 | L'ultima sfida/Vittoria! 「いま…すべてを斬る…!!!」 - Ima... subete o kiru...!!! | 9 ottobre 1991 ISBN 4-08-871078-9   | ottobre 1998 novembre 1998               |
| 8     | 12-13 | Capitoli - 67. La tecnica segreta della scuola di Aban (アバン流最後の奥義?, Aban Ryū saigo no ōgi) - 68. Il compimento della Kuretsuzan (出たっ!! 空裂斬?, Deta—!! Kūretsuzan) - 69. Lo spirito malvagio di fiamme ardenti (魔炎気の巨人!!!?, Maenki no kyojin!!!) - 70. Il compimento dell'Aban Strash (いま…すべてを斬る…!!!?, Ima... subete o kiru...!!!) - 71. Addio, Madan Gun (さよなら魔弾銃?, Sayonara Madangan) - 72. Vittoria! (勝利!そして…?, Shōri! Soshite...) - 73. La decisione di Maam (マァムの決意?, Māmu no ketsui) - 74. Il castello Kigan (揺れる鬼岩城…!!?, Yureru Kiganjō…!!) - 75. Arrivederci (また会う日まで?, Mata au hi made) |                                     |                                          |
| 8     | 12-13 | Trama Dai individua e distrugge il nucleo di Fraizard, le cui due parti di ghiaccio e fuoco non possono più coesistere ed è costretto a dividersi. Pop usa quindi Begirama per distruggere la parte di ghiaccio, mentre la metà di fuoco accetta l'offerta di Myst di diventare suo sottoposto in cambio della più potente armatura dell'esercito demoniaco. Nonostante la sua nuova potenza, Fraizard viene sconfitto da Dai, ora in grado di tagliare il cielo e usare appieno l'Aban strash. Fraizard supplica Myst di ricevere un'altra possibilità ma questi semplicemente lo schiaccia e si ritira. L'intera squadra quindi si precipita verso la torre di Baji per salvare Leona, il cui ghiaccio non si è ancora sciolto. Maam decide pertanto di usare la sua pistola magica, caricando diversi incantesimi nello stesso proiettile, e in questo modo libera Leona, a costo della distruzione della pistola. A Papunika, gli abitanti tornano alla normalità in seguito alla sconfitta degli eserciti del male. Hyunkel chiede a Leona di giudicarlo per le sue colpe passate ma la principessa lo condanna invece a combattere tutta la vita per la giustizia, senza mai arrendersi. Crocodyne e Hyunkel partono poi per recarsi in spionaggio al quartier generale dell'esercito demoniaco. Notando che Leona sia più forte di lei in ogni aspetto, Maam decide di separarsi momentaneamente dal gruppo per allenarsi nelle arti marziali. Pop vorrebbe dichiararle il suo amore ma decide di rimandare a quando sarà degno per lei. Nella fortezza dei demoni, il comandante Baran accusa Hadler (nuovamente resuscitato da Myst) di non volerlo far incontrare con Dai in quanto quest'ultimo è un “Cavaliere del Drago” e decide di occuparsene di persona. Nella loro discussione si intromette Kilvan, sicario di fiducia di Satana Baan e vecchia conoscenza di Myst, che minaccia di eliminare Hadler qualora questi fallisse ancora. Dopodiché, per contrastare i due comandanti traditori, Kilvan fa muovere il quartiere generale. La fortezza assume quindi la forma di un gigante e si mette in cammino per cambiare sede. |                                     |                                          |
| 9     | 13-15 | Vittoria!/Il cavaliere del drago/Padre contro figlio 「竜の騎士」 - Doragon no kishi | 10 febbraio 1992 ISBN 4-08-871079-7 | novembre 1998 dicembre 1998 gennaio 1999 |
| 9     | 13-15 | Capitoli - 76. Tutti al grande magazzino! (デパートへ行こう!?, Depāto e ikō!) - 77. L'attacco del Choryugundan (超竜軍団猛攻!!!?, Chōryū Gundan mōkō!!!) - 78. Guerriglia al regno Bengana (ベンガーナ市街戦?, Bengāna shigaisen) - 79. Abbatti l'idra! (巨大竜を倒せ!!?, Hidora o taose!!) - 80. Il grido di Dai (吠えるダイ…!!!?, Hoeru Dai...!!!) - 81. Il cavaliere del drago (竜の騎士?, Doragon no kishi) - 82. L'apparizione di Baran (衝撃のバラン!!!?, Shōgeki no Baran!!!) - 83. L'identità del generale del drago (竜騎将の正体?, Ryūki shō no shōtai) - 84. Il grande Satana ride (笑う大魔王?, Warau daimaō) |                                     |                                          |
| 9     | 13-15 | Trama Dai, Pop, Leona e Gome vanno in Bengana a cercare armi e incontrano le veggenti Meruru e sua nonna Nabara, dalla terra di Teran. Tuttavia, l'esercito del male attacca con draghi e un'idra. Dopo una feroce lotta, Dai e i suoi amici sono vittoriosi ma Dai, usando la sua forza misteriosa, spaventa gli abitanti. Meruru e sua nonna, così come Kilvan, riconoscono nel segno di Dai il simbolo del Cavaliere del Drago. Nel loro paese c'è un tempio sottomarino, al quale possono accedervi solo i Cavalieri del Drago. L'intera squadra vi si reca e Dai entra da solo nel tempio, dove una sfera di cristallo gli spiega che un Cavaliere del Drago è una creatura uomo-Mostro-Drago. La spiegazione è interrotta dall'irruzione di Baran, anch'egli un Cavaliere del Drago, che gli ordina di unirsi a lui e Baan nel distruggere gli umani, poiché un cavaliere del drago deve impedire a una specie di dominare il mondo a scapito delle altre e che Satana vuole liberare la Terra dagli umani che la inquinano. Dai si rifiuta ma viene sconfitto, dopodiché Baran comunica a Pop e Leona che Dai è suo figlio, dal quale è stato separato per 11 anni. Al cospetto di Satana, Kilvan conferma la natura di Dai e ironizza sulla codardia di Hadler, il quale, terrorizzato di essere rimosso dal suo incarico, spera allora che Dai sconfigga Baran. |                                     |                                          |
| 10    | 15-16 | Padre contro figlio/Il contrattacco 「父と子の戦い!!!」 - Chichi to ko no tatakai!!! | 10 aprile 1992 ISBN 4-08-871080-0   | gennaio 1999 febbraio 1999               |
| 10    | 15-16 | Capitoli - 85. Padre contro figlio (父と子の戦い!!!?, Chichi to ko no tatakai!!!) - 86. Dragonic Aura! (戦慄!竜闘気!!?, Senritsu! Doragonikku Ōra!!) - 87. Una battaglia rischiosa (この生命かけて…!!?, Kono inochi kakete...!!) - 88. Il lampo del terrore (恐怖の閃光?, Kyōfu no senkō) - 89. Dai, livello uno (ダイ・レベル1…!!??, Dai, reberu wan...!!?) - 90. L'adunata del corpo d'armata più potente (最強軍団集合!!?, Saikyō gundan shūgō!!) - 91. La squadra del cavaliere del drago (竜騎衆大接近!!!?, Ryūki shū daisekkin!!!) - 92. Il gruppo si divide (決裂…!!??, Ketsuretsu...!!?) - 93. La sfida di Pop (ポップ、決死の挑戦!!?, Poppu, kesshi no chōsen!!) - 94. Guardandy, la follia (狂乱!! ガルダンディー?, Kyōran!! Garudandī) |                                     |                                          |
| 10    | 15-16 | Trama Nemmeno la tecnica più potente di Dai sortisce effetto su Baran, che si congratula col figlio per saper usare il loro potere, nonostante la giovane età. Utilizzando il vero potere di un Cavaliere del Drago, Baran sconfigge Dai e affronta Crocodyne, giunto in loro soccorso, avendo facilmente la meglio su di lui e accecandolo totalmente. Dai, salvato e curato da Leona, riesce a ferire il proprio padre con l'aiuto dei suoi amici. Baran cancella allora la memoria di Dai ma è costretto a ritirarsi per essersi consumato a tal punto. Leona ottiene il supporto del re di Teran, che fa rinchiudere Dai in una prigione sotterranea in modo che i nemici non possano trovarlo. Nel frattempo, Baran convoca i tre componenti della sua squadra: Guardandy, Borahorn e Larhalt, e dopo aver spiegato loro la situazione partono per recuperare Dai. Al fine di proteggere i suoi amici, Pop prende quindi una forte risoluzione e si separa dal gruppo per intercettare, da solo, il gruppo di Baran. Cogliendoli di sorpresa, il mago riesce a uccidere i draghi nemici ma non a fermare Baran, che prosegue lasciando i suoi sottoposti ad occuparsi di Pop. Furioso per la perdita del proprio drago, Gurdandy tortura Pop ma viene ferito da Hyunkel, giunto in suo soccorso. |                                     |                                          |

## Volumi 21-30
| Nº Ja | Nº It | Titolo italiano Giapponese 「Kanji」 - Rōmaji | Data di prima pubblicazione         | Data di prima pubblicazione              |
| Nº Ja | Nº It | Titolo italiano Giapponese 「Kanji」 - Rōmaji | Giapponese                          | Italiano                                 |
| 21    | 32-34 | Attacco al Baan Palace/Trappola di sangue/Brividi stregati 「さらば我が子よ…!!」 - Saraba waga ko yo...!! | 4 aprile 1994 ISBN 4-08-871191-2    | giugno 2000 luglio 2000 agosto 2000      |
| 21    | 32-34 | Capitoli - 190. Confessione in battaglia (戦火の告白?, Senka no kokuhaku) - 191. La sfida di Hadler (ハドラー不敵な挑戦!?, Hadorā futeki na chōsen!) - 192. Avanguardia coraggiosa (決意の先陣!!?, Ketsui no senjin!!) - 193. La bomba di Satana (爆弾を抱えた魔王!!!?, Bakudan o kakaeta maō!!!) - 194. Attacco impossibile (攻撃不能…!??, Kōgeki funō…!?) - 195. Luci e ombre (超激突の明暗?, Chō gekitotsu no meian) - 196. Trappola di sangue (血の罠?, Chi no wana) - 197. Addio, figliolo adorato... (さらば我が子よ…!!?, Saraba waga ko yo...!!) - 198. Il contrattacco di Ryumajin (竜魔人逆襲!!!?, Ryū Majin gyakushū!!!) |                                     |                                          |
| 21    | 32-34 | Trama In superficie, Pop, Maam e Crocodyne fronteggiano le guardie di Olihargon. L'arrivo di Hyunkel, sebbene gravemente ferito, dà loro coraggio. Dai e Baran affrontano intanto Hadler e scoprono che nel suo corpo c'è un nucleo nero, una bomba estremamente potente capace di distruggere qualsiasi cosa. Baan gliela inserì, a sua insaputa, quando lo resuscitò ed è ora pronto a farla esplodere per far sì che Baran e Dai muoiano con Hadler. Baran decide di combatterlo da solo e di limitare l'esplosione con la sua Aura Dragonica. Quando Hadler contrattacca, tuttavia, Dai riceve il colpo destinato a suo padre e cade a terra, ferito. Baran si precipita a guarirlo ed appare allora Kilvan che spiega come il suo sangue abbia consumato la sciabola di Baran facendole perdere la sua efficacia. Prima di andarsene, chiede a Piroro di curare Hadler, in modo da non venir coinvolti dalla sua esplosione. Per proteggere Dai, Baran approfitta della sua debolezza e lo addormenta con un incantesimo. Grazie alle Zanne del Drago, si trasforma nel Ryumajin, la forma definitiva di un Cavaliere del Drago, avendo facilmente la meglio sul nemico. Ormai sconfitto, Hadler tenta un ultimo attacco, ma Baran lo trafigge. Baan scatena quindi l'esplosione del nucleo nero ma, con suo grande stupore, esso non si attiva. Baran si rivolge quindi a Baan e gli dice di aver aspettato l'occasione per recuperare il nucleo nero e sopprimerne l'esplosione. |                                     |                                          |
| 22    | 34-35 | Brividi stregati/Il sole nelle mani 「大魔宮出現!!!」 - Bān paresu shutsugen!!! | 3 giugno 1994 ISBN 4-08-871192-0    | agosto 2000 settembre 2000               |
| 22    | 34-35 | Capitoli - 199. Brividi stregati (戦慄の魔法力!!!?, Senritsu no mahōryoku!!!) - 200. Una grande esplosione (大爆発!!!?, Daibakuhatsu!!!) - 201. L'apparizione del Baan Palace (大魔宮出現!!!?, Bān Paresu shutsugen!!!) - 202. Una fenice nei cieli (天かける不死鳥?, Amakakeru fushichō) - 203. La morte di Baran (父・バランの死?, Chichi, Baran no shi) - 204. Abbandonando il cadavere... (屍を越えて…!!!?, Shikabane o koete...!!!) - 205. Il dono di Baan (大魔王からの褒美?, Bān kara no hōbi) - 206. Differenza di livelli (次元の違い…!!!?, Jigen no chigai...!!!) - 207. Una battaglia deludente (絶望のバトル!!!?, Zetsubō no batoru!!!) - (大魔宮の秘密?, Bān Paresu no himitsu) |                                     |                                          |
| 22    | 34-35 | Trama Nonostante il tentativo di Baran di neutralizzare il nucleo, Myst, rivelando il suo vero aspetto, lo fa detonare, cosa teoricamente possibile solo per il suo creatore. La gigantesca esplosione rade al suolo la Terra della Morte ma Pop, Maam, Hyunkel e Crocodyne riescono a mettersi in salvo. Al porto di Carl, anche Leona e i suoi alleati sentono il conseguente terremoto; appare un personaggio misterioso, che Leona riconosce, che chiede a tutti di fuggire il più rapidamente possibile. Quando il fumo dell'esplosione si dirada, Pop e il resto della squadra si accorgono di essere in cima a un gigantesco uccello artificiale, il Palazzo di Baan. Ricongiuntisi a Dai, si rendono conto che suo padre è stato ferito a morte per proteggerlo dall'esplosione. Baran spira così tra le braccia del figlio, il quale grazie a Gome ha un ultimo incontro spirituale con lui, che lo esorta a proseguire il combattimento. Invece, Baan in persona appare dinanzi a loro con Myst e Kilvan. Dopo aver incenerito il corpo di Baran, per premiare gli sforzi compiuti dagli eroi Satana offre loro di combattere da solo. La differenza di forza è tuttavia troppo grande e Dai viene sconfitto con un solo colpo. Pop fa raggruppare tutti per poi fuggire con un incantesimo ma fallisce, poiché Baan ha sigillato l'area intorno al suo palazzo. |                                     |                                          |
| 23    | 35-36 | Il sole nelle mani/L'agguato 「世界破滅への序曲!!!」 - Sekai hametsu e no jokyoku!!! | 4 agosto 1994 ISBN 4-08-871193-9    | settembre 2000 ottobre 2000              |
| 23    | 35-36 | Capitoli - 208. Il sole nelle mani (太陽を我が手に…!!?, Taiyō o waga te ni...!!) - 209. Dai, incrollabile guerriero (不屈の勇者・ダイ!!!?, Fukutsu no yūsha, Dai!!!) - 210. La terribile carta vincente (恐怖の切り札!!?, Kyōfu no kirifuda!!) - 211. La spada spezzata (折れたる剣…!!!?, Oretaru tsurugi...!!!) - 212. Salvataggio inaspettato (まさか!!? の救援者?, Masaka!!? No kyūensha) - 213. L'agguato (思わぬ伏兵!!!?, Omowanu fukuhei!!!) - 214. Il preludio all'estinzione totale (世界破滅への序曲!!!?, Sekai hametsu e no jokyoku!!!) - 215. I superstiti (生存者は…!!??, Seizonsha wa...!!?) - 216. La regina di Carl (カールの女王?, Kāru no joō) |                                     |                                          |
| 23    | 35-36 | Trama Mostrando la sua superiorità su tutti i fronti, Baan espone il suo progetto: radere al suolo la Terra, in modo che i mostri del mondo malvagio possano finalmente vivere sulla sua superficie. Quando tutti sono ormai rassegnati, Dai si rialza e afferma che non si arrenderà mai. Baan sfodera dunque il suo bastone magico, forgiato da Ron Berg ai tempi in cui era insieme a loro, col quale spezza la spada di Dai per poi stendere sia Crocodyne che Hyunkel, intromessisi per salvarlo. Sorprendentemente, Hadler arriva e salva Dai, facendo anche precipitare Pop e Maam nell'oceano. Baan intuisce che si sia resuscitato da solo e Hadler gli dice che se Dai morisse, la sua vita non avrebbe più senso. Baan decide allora di giustiziarlo ma Hadler si ribella. Alvinas, Hym, Sigma e Blok, emergendo dalle rovine della Terra della Morte, si uniscono al loro padrone per dargli man forte ma vengono immobilizzati da Myst e Kilvan. Baan si ritrova in difficoltà, in quanto l'utilizzo del bastone gli richiede una notevole quantità di magia. Hadler viene tuttavia catturato da Zaboera, evaso dalla sua prigione. Approfittando di ciò, Baan tenta di uccidere Hadler ma Blok utilizza l'arrocco per scambiarsi col suo padrone, sacrificandosi al posto suo, permettendo a Hadler e le rimanenti guardie di fuggire. Sia Baan che Maam e Pop assistono alla madre dei draghi (che appare solo quando un Cavaliere del Drago muore) portare via Dai. Così, Baan è certo della vittoria poiché ci vorranno almeno 10 anni prima che un nuovo Cavaliere sia in grado di combattere, mentre ci vorranno solo 10 giorni per distruggere la Terra. Inoltre, le armi di Dai e Hyunkel fanno ritorno da Ron Berg, portando tutti a credere che i loro proprietari siano morti. Usando il suo palazzo volante, Baan inizia quindi a distruggere il mondo. Pop, Maam e Gome naufragano su una spiaggia a Carl. Qui si ricongiungono con Leona e gli altri, fuggiti grazie all'aiuto di Flora, la regina di Carl amica di Aban. Kilvan ha un presagio negativo e Baan ordina di far uscire allo scoperto i loro nemici.                                                                |                                     |                                          |
| 24    | 37-38 | L'ultima speranza/Trenta ore di sfida 「五つめのしるし…!!!」 - Itsutsume no shirushi...!!! | 4 ottobre 1994 ISBN 4-08-871194-7   | novembre 2000 dicembre 2000              |
| 24    | 37-38 | Capitoli - 217. L'ultima speranza (最後の希望?, Saigo no kibō) - 218. La trappola della giustizia (処刑宣告の罠!!!?, Shokei senkoku no wana!!!) - 219. Ritiro dal fronte (ダイ戦線離脱…!!??, Dai sensen ridatsu...!!?) - 220. Alzati, prode guerriero! (起てよ勇者!!!?, Tate yo yūsha!!!) - 221. Il quinto simbolo (五つめのしるし…!!!?, Itsutsume no shirushi...!!!) - 222. La grotta di Haja (破邪の洞窟?, Haja no dōkutsu) - 223. Trenta ore di sfida (30時間の挑戦!!!?, Sanjujikan no chōsen!!!) - 224. Un passo avanti verso la speranza (希望への前進!!!?, Kibō e no zenshin!!!) - 225. Una successione sacra (聖なる継承?, Seinaru keishō) - 226. La sofferenza di Pop (ポップの苦悩?, Poppu no kunō) |                                     |                                          |
| 24    | 37-38 | Trama La Madre Drago spiega a Dai che è morto e che è l'ultimo dei Cavalieri. Il potere di Baan, infatti, supera quello degli dèi e Madre Drago non ha più la forza per allevare un nuovo Cavaliere. Tuttavia, l'anima di Baran, che è in Dai, appare e la convince che Dai è l'ultima speranza data dagli dèi per sconfiggere il Male. La Madre Drago posa quindi Dai a Teran, dove il re lo fa portare a Carl dai suoi amici. L'esercito demoniaco ha intanto annunciato l'esecuzione di Hyunkel e Crocodyne, per attirare i nemici in trappola. Myst propone a Hyunkel di tornare ad essere uno di loro e questi si riserva di pensarci. Dopo che Dai supera la propria paura di non essere all'altezza delle aspettative, Flora espone la sua strategia: i cinque discepoli di Aban evocheranno un leggendario incantesimo di distruzione del male, Minakotol. Per lo stupore di Pop, Maam e Dai, che insieme a Hyunkel sono i quattro noti discepoli di Aban, Flora tira fuori un talismano di Aban, pietra sacra che protegge dal male. Aggiunge poi che la persona che Aban avrebbe scelto è Leona, la quale accetta e si dirige con Maam, Leona, Flora e Meruru nella grotta dove è nascosto questo incantesimo. Dai, allenandosi con Nova, sviluppa una nuova tecnica. Pop, che ha provato invano a far brillare il suo talismano, va da Matorif, che gli dà coraggio. Mentre tutti, riuniti, fanno il punto della situazione, Ron Berg giunge a Carl. Spiegando che la spada di Dai e la lancia di Hyunkel sono tornate da lui perché volevano diventare più forti prima del combattimento, il fabbro porge dunque a Dai la sua spada rinata. |                                     |                                          |
| 25    | 38-40 | Trenta ore di sfida/Il calice del male/L'ora della Minakatol 「いざ!! 大破邪呪文」 - Iza!! Minakatōru | 2 dicembre 1994 ISBN 4-08-871195-5  | dicembre 2000 gennaio 2001 febbraio 2001 |
| 25    | 38-40 | Capitoli - 227. Il nuovo equipaggiamento (見参! 最新装備?, Kenzan! Saishin sōbi) - 228. Il dilemma della vigilia (決戦前夜の葛藤?, Kessen zen'ya no kattō) - 229. Dormi, prode guerriero (勇者よ眠れ?, Yūsha yo nemure) - 230. Il calice del male (邪悪の杯…!!!?, Jaaku no sakazuki...!!!) - 231. La rinascita dello spadaccino (魔剣戦士復活…!!??, Maken senshi fukkatsu...!!?) - 232. La battaglia fra la luce e l'ombra (光と闇の戦い!!!?, Hikari to yami no batoru!!!) - 233. L'unione dei cinque discepoli (結集!! 5人の使徒?, Kesshū!! Gonin no shito) - 234. Il segreto di Ron Berg (ロン・ベルクの秘密?, Ron Beruku no himitsu) - 235. L'ora della Minakotol (いざ!! 大破邪呪文?, Iza!! Minakatōru) - 236. Le cinque luci (五色の光?, Goshiki no hikari) |                                     |                                          |
| 25    | 38-40 | Trama Ron Berg, aiutato da Badaku, ha migliorato la spada di Dai e la lancia di Hyunkel, e ha realizzato armi anche per Maam, Pop e Crocodyne. Intanto, Pop cerca di capire qual è la sua forza d'animo e come far risplendere il suo talismano di Aban. Quando Aimi confessa i suoi sentimenti per Hyunkel, Maam è turbata e va a chiedere consiglio a Pop, il quale, essendo segretamente innamorato di lei, si arrabbia e la rimprovera. Il giorno successivo, l'intero esercito è raccolto intorno alla valle dove avrà luogo l'esecuzione. Hyunkel sembra accettare l'offerta di Myst di tornare sotto il dominio del Lato Oscuro ma in realtà coglie l'occasione per aumentare notevolmente il suo spirito combattivo. Dai e l'intero esercito intervengono per attaccare i soldati del Male e liberano Crocodyne. Su ordine di Baan, Myst si appresta a contrastare da solo tutti gli avversari ma è costretto a vedersela con Ron Berg. 90 anni prima, nel regno demoniaco, Ron rifiutò l'offerta di Baan di diventare comandante del suo esercito; per punire questa umiliazione, Myst gli inflisse la cicatrice sul volto. I due riprendono dunque il loro scontro, fino a che Myst non richiama Zaboera. Mentre gli eserciti del male sono occupati, i cinque discepoli di Aban iniziano l'incantesimo Minakotol per poter annullare la barriera del Baan Palace. Tuttavia, Zaboera scatena contro di loro una schiera di mostri. |                                     |                                          |
| 26    | 40-41 | L'ora della Minakatol/L'ultima sfida di Hadler 「涙の敵陣突入!!!」 - Namida no tekijin totsunyū!!! | 3 marzo 1995 ISBN 4-08-871196-3     | febbraio 2001 marzo 2001                 |
| 26    | 40-41 | Capitoli - 237. Reti di accerchiamento (魔界軍団包囲網!!!?, Makai gundan hōi mō!!!) - 238. La crisi della formula (大破邪呪文の危機…!!!?, Minakatōru no kiki...!!!) - 239. Denti letali (殺意の毒牙?, Satsui no dokuga) - 240. Il suo nome è... (その人の名は…!!?, Sono hito no na wa...!!) - 241. Nell'accampamento nemico (涙の敵陣突入!!!?, Namida no tekijin totsunyū!!!) - 242. L'ultima sfida di Hadler (バドラー最後の挑戦?, Badorā saigo no chōsen) - 243. La decisione segreta (女王!! 秘めたる決意?, Kuīn!! Himetaru ketsui) - 244. Il pugno di Maam! (マァムよ拳をふるえ!!!?, Māmu yo kobushi o furue!!!) - 245. Uno scontro d'amore (愛の超激突!!!?, Ai no chō gekitotsu!!!) - 246. L'angolo mortale (逆転!! 女王の死角?, Gyakuten!! Kuīn no shikaku) |                                     |                                          |
| 26    | 40-41 | Trama Mentre i mostri demoniaci combattono contro la coalizione di Flora, nel tentativo di completare Minakotol, Pop non riesce a far brillare il proprio talismano. Affranto, confessa ai suoi amici di averci provato ma di non esserne mai stato in grado, e chiede a Leona di ritirarsi. Nonostante l'incoraggiamento di Hyunkel e Dai, Pop si arrende e fugge, pensando di costringere anche i suoi amici a ritirarsi. Tuttavia Zaboera coglie l'occasione per eliminarlo e lo attacca. Meruru però si intromette e gli salva la vita. Leona gli spiega allora che Meruru lo ama ed ella lo ammette, confessando che le mancava il coraggio di dirglielo per paura di rompere la loro relazione. In punto di morte, Meruru chiede a Pop di dichiarare il nome della persona che ama. Nonostante l'esitazione, Pop confessa di essere innamorato di Maam, che ci resta di stucco. Il talismano di Pop finalmente brilla e il gruppo comprende che la sua forza d'animo è il coraggio, che pensavano appartenere a Dai. Divenuto un saggio, capace di usare sia incantesimi di attacco che di guarigione, Pop emana improvvisamente una grande energia, con la quale guarisce Meruru. Pop riprende quindi il suo posto nel cerchio magico e i cinque discepoli di Aban lanciano l'incantesimo di distruzione del Male, immobilizzando il Baan Palace. Pop usa quindi Ruura per teletrasportare l'intera squadra all'ingresso del palazzo. Anche Hadler tuttavia vi giunge e, mentre le sue guardie intercettano gli amici di Dai, afferma di voler combattere con lui la sua ultima battaglia. Così, Hyunkel si ritrova contro Hym, Pop contro Sigma e Maam contro Alvinas. Quest'ultima spiega che sconfiggerà, da sola, tutti i discepoli di Aban per poi chiedere a Baan di resuscitare Hadler, in quanto l'unico in grado di farlo. Maam all'inizio si rifiuta di combattere, comprendendo i sentimenti dell'avversaria, ma ricordando le parole del maestro Brokin cambia idea e la affronta con l'armatura preparatale da Ron Berg. Scoprendo il punto debole dell'avversaria, Maam riesce a sconfiggerla. Alvinas muore e Maam spiega che il sentimento che la regina aveva per Hadler era amore. |                                     |                                          |
| 27    | 42-43 | La battaglia dei draghi/La fiamma della speranza 「真竜の闘い!!!」 - Shinryū no tatakai!!! | 11 maggio 1995 ISBN 4-08-871197-1   | aprile 2001 maggio 2001                  |
| 27    | 42-43 | Capitoli - 247. Corri, mio cuore (想いよ走れ…!!?, Omoi yo hashire...!!) - 248. Sigma, il cavallo minaccioso (脅威の騎士・シグマ!!?, Kyōi no naito, Shiguma!!) - 249. Vittoria o estinzione?! (勝利か!!? 消滅か!!??, Shōri ka!!? Shōmetsu ka!!?) - 250. La risposta di Maam (マァムの返事?, Māmu no henji) - 251. La battaglia dei draghi (真竜の闘い!!!?, Shinryū no tatakai!!!) - 252. La super tecnica mortale! (出たぞ!! 超必殺技?, Deta zo!! Chō hissatsu waza) - 253. La vita che si esaurisce (燃えつきる生命…!!!?, Moe tsukiru inochi...!!!) - 254. L'ultimo colpo (最後の一太刀!!!?, Saigo no hitotachi!!!) - 255. Fine della lotta (大死闘決着…!??, Dai shitō ketchaku...!?) |                                     |                                          |
| 27    | 42-43 | Trama Con la nuova forza acquisita, Hyunkel si sbarazza rapidamente di Hym. Di fronte a Sigma, che indossa lo specchio di Shabal capace di riflettere qualsiasi incantesimo, Pop finisce per vincere grazie a Medoroa e alla sua astuzia. Maam arriva proprio alla fine del combattimento e Pop le dice di amarla, faccia a faccia, per la prima volta. Ella risponde di non sapere bene cosa prova ma di volerlo scoprire assieme alla fine di questa guerra. Entrambi tornano all'ingresso del Baan Palace e si uniscono a Hyunkel e Leona. Nel cuore di un gigantesco vortice di energia, Hadler e Dai si affrontano e il gruppo capisce che la virtù di Dai è la “purezza”. Hadler vuole vincere ad ogni costo e usa persino la sua forza vitale per rialzarsi dopo la nuova forma dell'Aban Strash. Dai lo sconfigge definitivamente unendo all'Aban Strash l'immenso potere del colpo di suo padre, raggiunto grazie al miglioramento che Ron Berg ha applicato alla sua arma. Prima di trasformarsi in polvere, Hadler si complimenta con Dai e gli chiede di potergli stringere la mano. Dai accetta ma Kilvan attiva una trappola attorno a loro per incenerirli. Tuttavia, Pop si intromette e contrasta le fiamme. |                                     |                                          |
| 28    | 43-45 | La fiamma della speranza/Il mistero di Aban/Lo splendore della distruzione 「復活!!! 大勇者」 - Fukkatsu!!! Dai yūsha | 4 luglio 1995 ISBN 4-08-871198-X    | maggio 2001 giugno 2001 luglio 2001      |
| 28    | 43-45 | Capitoli - 256. Trappola mortale (死神!! 殺しの罠?, Shinigami!! Kiru Torappu) - 257. La fiamma della speranza (炎の中の希望!!!?, Honō no naka no kibō!!!) - 258. Una miracolosa evasione (なるか!? 奇蹟の脱出?, Naru ka!? Kiseki no dasshutsu) - 259. Travolti dalle fiamme (ポップ・炎に死す…!!!?, Poppu, honō ni shisu...!!!) - 260. Il ritorno del prode guerriero (復活!!! 大勇者?, Fukkatsu!!! Dai yūsha) - 261. Il mistero di Aban (アバン復活の謎…!!!?, Aban fukkatsu no nazo...!!!) - 262. Battaglia contro la morte (死神との対決!!?, Shinigami to no taiketsu!!) - 263. Hyunkel il ribelle (反逆児ヒュンケル!!!?, Hangyakuji Hyunkeru!!!) - 264. La lacuna colmata (明かされた空白?, Akasareta kūhaku) - 265. Lo splendore della distruzione (輝け!!! 破邪の秘法?, Kagayake!!! Haja no hihō) |                                     |                                          |
| 28    | 43-45 | Trama Pop non ha l'energia sufficiente per respingere la magia che li intrappola ma, sorprendentemente, è Hadler stesso a spronarlo e aiutarlo, permettendogli di aprire il varco tra le fiamme. Dai riesce ad attraversarlo ma Pop perde l'occasione in quanto si è distratto vedendo Hadler decomporsi e riflette su quanto lui sia simile a loro. Commosso da questa dichiarazione, Hadler gli fa da scudo e prega il Dio degli uomini perché salvi la vita al ragazzo. Incredibilmente, giunge Aban che con una barriera magica salva entrambi dalle fiamme, per poi rivelare di esser sopravvissuto grazie ad un amuleto. Kilvan, invisibile, cerca di prendere Aban alle spalle ma Hadler lo trafigge. Aban lo ringrazia allora per aver salvato lui e i suoi discepoli e per essersi finalmente redento. Hadler sorride e muore così tra le braccia del suo storico nemico. Pop afferma che, nonostante tutto, al termine della sua vita Hadler si è comportato da vero amico con lui e con Dai. Aban manda avanti il gruppo mentre lui resta ad affrontare Kilvan, il quale si ritira furioso. Aban raggiunge i suoi allievi col teletrasporto e Hyunkel finge di non volerlo più seguire, in realtà per rimanere indietro ad affrontare la miriade di mostri che li inseguono. Aban spiega al resto della squadra di essersi allenato nella grotta sotterranea di Carl, dove ha appreso molti incantesimi. Uno di questi è la chiave per contrastare il male e, utilizzandolo, entrano nel Palazzo di Baan. Non dovendo più preoccuparsi del resto del gruppo, Hyunkel può finalmente scatenarsi e, usando la Gran Croce, annienta i mostri che ha davanti. |                                     |                                          |
| 29    | 45-46 | Lo splendore della distruzione/Ritorno dall'inferno 「超兵器招来!!!」 - Chōheiki shōrai!!! | 4 settembre 1995 ISBN 4-08-871199-8 | luglio 2001 agosto 2001                  |
| 29    | 45-46 | Capitoli - 266. Il pericolo del Baan Palace (ゆれる大魔宮…!!!?, Yureru Bān Paresu...!!!) - 267. L'avanzata della giustizia (正義の快進撃!!?, Seigi no kaishingeki!!) - 268. La conclusione definitiva (究極の結論…!!??, Kyūkyoku no ketsuron...!!?) - 269. La trasformazione di Zaboera (ザボエル最強変身!!!?, Zaboeru saikyō henshin!!!) - 270. Un altro prode guerriero (もうひとりの勇者?, Mō hitori no yūsha) - 271. L'apparizione dell'arma (超兵器招来!!!?, Chōheiki shōrai!!!) - 272. Una tecnica incompleta (未完の究極剣?, Mikan no kyūkyoku ken) - 273. L'ultimo scontro (最後の対峙?, Saigo no taiji) - 274. Ritorno dall'inferno (地獄からの生還者?, Jigoku kara no seikansha) - 275. Hym, il demone dai capelli d'argento (銀髪鬼ヒム!!!?, Ginpatsuki Himu!!!) |                                     |                                          |
| 29    | 45-46 | Trama Baan richiama Myst a protezione del palazzo e un'ombra, presentandosi come il più forte dei suoi sottoposti, gli chiede se deve intervenire. Con tutti i suoi mostri sconfitti, Zaboera supplica Myst di intervenire, pensando di poter fuggire. Myst, invece, comprendendo bene i suoi piani, lo insulta e lo abbandona lì, dicendogli che se non porterà a termine il suo compito verrà comunque giustiziato. Il mago sfodera quindi la sua carta vincente e combina i corpi dei mostri per creare un super-demone zombie, dentro il quale si nasconde. Ron Berg sacrifica allora le sue due spade personali, nonché l'uso delle proprie braccia, per abbattere il nemico. Stupito e devoto per questo gesto, Nova gli chiede allora di divenire suo allievo. Zaboera, ormai finito, tenta ancora di ingannare Crocodyne ma questi lo carbonizza, per poi salire al Baan Palace con Chiu e Brokin. Qui intanto, gli eroi fanno una sosta e Aban sfoggia una sua creazione per restituire energia agli altri, dopodiché parte con Leona per esplorare il palazzo. Nel frattempo, Hyunkel, ancora in lotta contro i mostri, nota con stupore il ritorno di Hym, che non è più solo un pezzo di metallo animato ma ha proprio ereditato l'anima di Hadler. Dopo essersi sbarazzato dei mostri che hanno mancato di rispetto al suo padrone, Hym riprende il combattimento con Hyunkel. Sebbene messo in difficoltà, quest'ultimo, ricordando gli insegnamenti di Aban, si rialza per continuare a combattere. |                                     |                                          |
| 30    | 46-48 | Ritorno dall'inferno/Addio ai giorni di guerra/Il secondo risveglio 「さらば! 闘いの日々よ」 - Saraba! Tatakai no hibi yo | 2 novembre 1995 ISBN 4-08-871200-5  | agosto 2001 settembre 2001 ottobre 2001  |
| 30    | 46-48 | Capitoli - 276. La promozione del pedone (兵士の昇格?, Bōn no puromōshon) - 277. Un pugno devastante (激突!! 男の拳?, Gekitotsu!! Otoko no kobushi) - 278. Alla fine della battaglia (死闘の果てに!?, Shitō no hate ni!) - 279. Uno scontro accanito (最後の闘志燃ゆ!!?, Saigo no tōshi moyu!!) - 280. Viva il re! (王手ッ!!!?, Chekkumeito—!!!) - 281. L'arrivo del super guerriero (超戦士推参!!!?, Chō senshi suisan!!!) - 282. Addio ai giorni di guerra (さらば! 闘いの日々よ?, Saraba! Tatakai no hibi yo) - 283. Battaglia nel cortile immacolato (白い宮庭の決闘?, Howaito Gāden no kettō!!) - 284. La soppressione di Aban (アバン抹殺完了?, Aban massatsu kanryō) - 285. L'erede della giustizia (正義の後継者?, Seigi no kōkeisha!!) |                                     |                                          |
| 30    | 46-48 | Trama Avendo già usato Gran Croce due volte, Hyunkel non riesce ad usarla contro Hym, il quale lo mette alle strette. Hyunkel abbandona allora la sua armatura e la sua lancia per costringersi a dare il massimo, in realtà per acquisire maggiore velocità. Riesce così a sconfiggere il suo avversario, colpendolo un istante prima di ricevere il suo colpo. Hym chiede a Hyunkel di finirlo ma quest'ultimo, applicando il suo diritto di vita e di morte da vincitore, gli ordina di vivere, in memoria dei suoi compagni scomparsi. Commosso, Hym accetta. All'improvviso compare però Maximum, il re degli scacchi di Olihargon, al comando delle dieci pedine che non furono date ad Hadler. Con grande stupore di Maximum, Hyunkel, seppur gravemente ferito, distrugge diverse pedine avversarie e scopre il punto debole del re. Maximum ordina pertanto alle sue pedine di attaccare Hym, costringendo Hyunkel a salvarlo e poterlo così tenere sotto tiro. Larhalt, tornato dalla morte grazie al sangue di Baran, trafigge Maximum con la sua lancia e si sbarazza rapidamente di lui e delle pedine rimanenti. Simula poi la morte di Hyunkel, per tornare così in possesso della propria armatura e correre in supporto a Dai. Sollevato dalla sua missione, Hyunkel può finalmente riposare. Quando Crocodyne, Chiu e Brokin lì trovano, Hym spiega loro che, per la prima volta, Hyunkel è stato liberato da un destino di combattimenti. Intanto, Dai, Pop e Maam fronteggiano Myst e sono raggiunti da Leona e Aban. Myst ironizza su Maximum, che si illudeva di essere il più forte servitore di Baan, ed afferma di aver protetto Satana per millenni. Kilvan trascina improvvisamente Aban in un'altra dimensione, per un duello alla presenza del giudice del mondo demoniaco, che decapiterà il perdente. Leona, a cui Aban ha affidato il compito di guidare il gruppo, ferma l'assalto tra Dai e Myst e ordina a tutti di combattere per l'eroe. |                                     |                                          |

## Volumi 31-37
| Nº Ja | Nº It | Titolo italiano Giapponese 「Kanji」 - Rōmaji | Data di prima pubblicazione        | Data di prima pubblicazione |
| Nº Ja | Nº It | Titolo italiano Giapponese 「Kanji」 - Rōmaji | Giapponese                         | Italiano                    |
| 31    | 48    | Il secondo risveglio 「第2の覚醒!!!」 - Dai 2 no kakusei!!! | 10 gennaio 1996 ISBN 4-08-872201-9 | ottobre 2001                |
| 31    | 48    | Capitoli - 286. Il giuramento per la vittoria (勝利への誓い…!!!?, Shōri e no chikai...!!!) - 287. L'immarcescibile Mistobaan (不動!! ミストバーン?, Fudō!! Misutobān) - 288. Un nuovo legame (新たなる絆?, Arata naru kizuna) - 289. L'ultima parola di Baran (父・バランの遺言?, Chichi, Baran no yuigon) - 290. Un ostacolo inaspettato (予期せぬ難関…!??, Yokisenu nankan...!?) - 291. Il cuore del castello demoniaco (魔宮の心臓?, Makyū no shinzō) - 292. Rialzati, cavaliere del destino! (起て! 宿命の騎士?, Tate! Shukumei no kishi) - 293. Il secondo risveglio (第2の覚醒!!!?, Dai 2 no kakusei!!!) - 294. Ruggite, Soryumon! (吠えろ!!! 双竜紋?, Hoero!!! Sōryūmon) - 295. In cima al Baan Palace (大魔宮の頂上!!!?, Bān Paresu no chōjō!!!) |                                    |                             |
| 31    | 48    | Trama Pop e Maam affrontano Myst, per permettere a Dai e Leona di proseguire e combattere contro Baan. Come pronosticato da Myst, però, Pop e Maam non sono in grado di tenergli testa e vengono salvati dall'intervento di Larhalt. Quest'ultimo spiega che Baran lo considerava come un figlio e che gli ha chiesto di proteggere Dai, fiducioso che avrebbe cambiato in meglio l'intera umanità. Dopo aver giurato fedeltà a Dai, Larhalt inizia a combattere contro Myst. Intanto Hyunkel riprende conoscenza, guarito da Brokin, che gli dice tuttavia che i continui combattimenti hanno danneggiato in maniera irreversibile il suo corpo. Hyunkel vuole comunque assistere alla vittoria di Dai, così Hym lo sorregge per accompagnarlo, promettendogli di proteggerlo fino a quando non potranno scontrarsi di nuovo. Dai restituisce a Leona la sua spada, affinché possa difendersi da sola. Improvvisamente, ella viene catturata dalla creatura che muove l'intero Baan Palace, affamata di energia magica di cui le piume di Aban sono colme. Dai, messo nei guai da Goroa, il guardiano, che aumenta la gravità per immobilizzarlo, risveglia un secondo simbolo del drago e capisce che esso è quello di suo padre, che ora vive in lui. Usando la forza combinata dei due segni, Dai perfora la barriera protettiva e libera Leona. La creatura viene distrutta e il Palazzo seriamente danneggiato. Nelle rovine della sala del trono, i due incontrano Baan, che afferma di non aver intenzione di contenere le sue forze contro Dai. |                                    |                             |
| 32    | 49    | Finale di sangue 「ミスト最終決戦」 - Misuto saishū kessen | 4 marzo 1996 ISBN 4-08-872202-7    | novembre 2001               |
| 32    | 49    | Capitoli - 296. Terrore ed esitazione (恐怖と迷い…!?, Kyōfu to mayoi...!) - 297. Il gene della guerra (闘いの遺伝子!!?, Tatakai no idenshi!!) - 298. A chi giova la vittoria? (誰がための勝利?, Tagatame no shōri) - 299. Finale di sangue (血塗られた決着…!!!?, Chinurareta ketchaku...!!!) - 300. Un vantaggio inquietante (不安な優勢?, Fuan na yūsei) - 301. L'ultima battaglia contro Mistobaan (ミスト最終決戦?, Misuto saishū kessen) - 302. Clangore metallico (白銀の猛威!!?, Hakugin no mōi!!) - 303. La veste delle tenebre (闇の衣?, Yami no koromo) - 304. L'ultimo attacco (勝負を賭けた攻撃!!!?, Shōbu o kaketa kōgeki!!!) - 305. La scomparsa del grande Satana (大魔王消ゆ…!!?, Daimaō kiyu...!!) |                                    |                             |
| 32    | 49    | Trama Dai è titubante a causa della sconfitta subita. Baan spiega che la pericolosità dei Cavalieri del Drago sono i geni che passano di generazione in generazione, ereditando così le tecniche di combattimento dei predecessori. Infatti, grazie a questo istinto combattivo, Dai trova il modo di tener testa al suo avversario. In un'altra dimensione, Kilvan è in difficoltà contro Aban, che gli rimprovera di non sfruttare bene la sua forza. Kilvan risponde di non essere interessato al combattimento e di voler solo torturare le sue vittime. Grazie alle sue trappole, mette Aban in ginocchio, il quale decide allora di sacrificarsi con Megante. Tuttavia, il giudice si intromette e utilizza Megante su Aban, a cui Kilvan mozza una mano prima di tornare al Palazzo. Nel frattempo, Maam, Pop e Larhalt non riescono ad infliggere a Myst seri danni. L'arrivo di Hym sblocca la situazione, in quanto la sua energia di luce è nemica naturale dell'energia oscura. Messo alle strette, Myst chiede a Baan il permesso di usare il suo vero potere ma non riceve risposta. Satana è infatti troppo concentrato sul combattimento con Dai. Grazie all'aiuto di Leona, Dai può utilizzare due volte di fila l'attacco più potente di Baran, col quale colpisce in pieno Baan. Mentre il gruppo discute sull'avvertimento di Ron Berg, di non lasciare che Myst riveli il suo vero potere, quest'ultimo rompe il sigillo del proprio mantello e chiede perdono a Baan, per esporre il suo vero aspetto senza autorizzazione. |                                    |                             |
| 33    | 50    | Io sono il più forte! 「影と死神」 - Misuto to kiru | 4 luglio 1996 ISBN 4-08-872203-5   | dicembre 2001               |
| 33    | 50    | Capitoli - 306. Io sono il più forte! (私が最強だ!!!?, Watashi ga saikyō da!!!) - 307. Il segreto dell'immortalità (不死身の秘密!!!?, Fujimi no himitsu!!!) - 308. Il tempo congelato (凍れる時間…!?, Kōreru toki...!) - 309. I grandi precursori (大いなる先駆者たち?, Ōinaru senkushatachi) - 310. Un attacco diretto! (直撃!! 極大消滅呪文?, Chokugeki!! Medorōa) - 311. L'orrenda verità (戦慄の事実…!!!?, Senritsu no jijitsu...!!!) - 312. Misto e Kill (影と死神?, Misuto to Kiru) - 313. La battaglia decisiva oltre la morte (死を越えた決着戦?, Shi o koeta ketchakusen) - 314. Il giudizio è stato emesso! (裁きは下った…!?, Jajji wa kudatta...!) |                                    |                             |
| 33    | 50    | Trama Nella sua vera forma, Misto sbaraglia gli avversari e rivela di essere il più forte del mondo, anche più di Baan. Il maestro Brokin comprende che il corpo di Misto è congelato nel tempo con un incantesimo, lo stesso che Aban usò su Hadler. Per annullarlo, è necessario che Pop usi Medoroa. Grazie a Brokin, Pop colpisce Misto, il quale la respinge però con Phoenix Wing. Da questa mossa, Hyunkel deduce che Misto sia la vera forma di Baan. All'improvviso appare anche Killbaan, esortando Misto a svelare la verità. I due si erano conosciuti quando Killbaan si presentò dinanzi a lui e a Baan, dopo essere stato inviato da un tizio che gli ordinò l'uccisione dello stesso Baan qualora avesse fallito nei suoi scopi. Misto si accorge che ora davanti a lui c'è un finto Kill e lo attacca, ed egli si rivela infatti essere Aban. Quest'ultimo spiega allora come è uscito dalla trappola e ha sconfitto Kill, risparmiando invece Piroro. Aggiunge inoltre di aver svelato l'identità di Misto e il segreto di Baan. Nel frattempo, davanti a Dai e Leona compare una nube. |                                    |                             |
| 34    | 51    | L'avvento del male 「真・大魔王降臨!!!」 - Shin daimaō kōrin!!! | 3 ottobre 1996 ISBN 4-08-872204-3  | gennaio 2002                |
| 34    | 51    | Capitoli - 315. Il più grande segreto di Baan (バーン最大の謎?, Bān saidai no nazo) - 316. L'avvento del male (真・大魔王降臨!!!?, Shin daimaō kōrin!!!) - 317. Maam delle tenebre (黒いマァム!?, Kuroi Māmu!) - 318. La conclusione del destino (宿命の終焉?, Shukumei no shūen) - 319. Dai prode guerriero (勇者の下へ!?, Yūsha no moto e!) - 320. Scontro frontale (正面激突!!!?, Shōmen gekitotsu!!!) - 321. Una posizione immobile (不動の構え?, Fudō no kamae) - 322. L'invito al mondo demoniaco (魔界への誘い?, Makai e no izanai) - 323. Gli occhi che non si chiudono (閉じない瞳!!?, Tojinai hitomi!!) |                                    |                             |
| 34    | 51    | Trama Aban svela l'identità di Misto, una creatura che muove il corpo reale di Baan. Davanti a Dai, fa ritorno Baan, ormai sconfitto, che chiede a Misto di restituirgli il corpo. Il vecchio Baan si rifonde con il suo vero corpo e torna ad essere più forte che mai. Misto, che ha riacquistato l'aspetto di un corpo gassoso, si impossessa del corpo di Maam. A causa di Aban, Misto abbandona Maam e afferra il corpo di Hyunkel, suo obiettivo fin da quando decise di allenarlo. Avendo previsto questa mossa, Hyunkel concentra il suo spirito combattivo e distrugge quello di Misto, che dunque svanisce. Tutti decidono allora di ricongiungersi a Dai, per potergli almeno fare da scudo. Intanto Baan, utilizzando la guardia universale, che gli permette di combinare attacco e difesa e rendere impotenti le tecniche avversarie, mette Dai al tappeto e intende risparmiare Leona affinché possa narrare il terrore a cui ha assistito. Approfittando dei suoi attacchi contro Dai, Leona ferisce il demone con la spada di Papunika, dimostrando che anche Baan è vulnerabile. Baan, quindi, usa la sua magia per intrappolare Leona in una perla; dopodiché lancia un attacco contro Dai, ma i suoi amici si intromettono e lo salvano. Baan, quindi, usa di nuovo la sua magia per imprigionare gli amici di Dai nelle sfere. |                                    |                             |
| 35    | 52    | A rischio della vita 「生命でぶつかれ!!!」 - Inochi de butsukare!!! | 2 febbraio 1997 ISBN 4-08-872205-1 | febbraio 2002               |
| 35    | 52    | Capitoli - 324. Cogli l'attimo (勝機をつかめ!!!?, Shōki o tsukame!!!) - 325. L'angolo della morte (天地魔闘の死角…!!??, Tenchi matō no shikaku...!!?) - 326. A rischio della vita (生命でぶつかれ!!!?, Inochi de butsukare!!!) - 327. L'ultimo attacco (ラストアタック!!!?, Rasuto Atakku!!!) - 328. Il nostro legame (絆にかけて…!?, Kizuna ni kakete...!) - 329. Lotta allo spasimo! (渾身!!!?, Konshin!!!) - 330. L'istante decisivo (一瞬!!!?, Isshun!!!) - 331. L'ultima inversione (最大最後の逆転?, Saidai saigo no gyakuten) - 332. L'estinzione della Terra (地上消滅?, Chijō shōmetsu) |                                    |                             |
| 35    | 52    | Trama Gli unici a resistere alla magia di Baan e a non venir rinchiusi nelle sfere sono: Dai, Pop, Hym, Larhalt e Aban. Questi ultimi tre provano a contrattaccare ma vengono respinti e Aban, ferito, viene confinato in una sfera. Notando un limite nella tecnica nemica, Pop chiede a Hym e Larhalt di fidarsi di lui a costo della vita e i due attaccano Baan, venendo sconfitti ma permettendo a Pop di individuare il punto debole della guardia universale. Baan imprigiona dunque anche loro. Ormai gli unici rimasti, Pop e Dai provocano l'avversario, dopodiché il mago lo attacca sacrificando anche il proprio bastone magico. A sorpresa, Pop indossa lo specchio di Jabal, col quale stordisce Baan, dando l'occasione a Dai di colpirlo con una Strash Cross, mozzandogli un braccio. Subito dopo, Dai lo infilza e richiama un fulmine dopo l'altro, per colpire il demone assieme a se stesso. Baan lancia allora sulla Terra il sesto e ultimo pilastro contenente ognuno un nucleo nero più potente di quello che aveva Hadler, distruggendo l'intera area in cui si trovano Flora e gli altri. La posizione dei pilastri nel mondo è stata scelta in modo da formare l'esaedro del male. Anche se Baan morisse, la Terra sarà completamente rasa al suolo. Dai, rendendosi conto che tutto è perduto, lascia andare il suo avversario e cade a terra, completamente affranto. |                                    |                             |
| 36    | 53    | L'unione dei cuori 「閃光のように」 - Senkō no yō ni | 4 aprile 1997 ISBN 4-08-872206-X   | marzo 2002                  |
| 36    | 53    | Capitoli - 333. Una voce dall'oscurità (響く闇からの声?, Hibiku yami kara no koe) - 334. Rialzati! (起って…!!!?, Tatte...!!!) - 335. Come un lampo (閃光のように?, Senkō no yō ni) - 336. Il miracolo nello sguardo (瞳の中の奇蹟?, Hitomi no naka no kiseki) - 337. Lacrime di dio (神の涙?, Kami no namida) - 338. L'ultimo desiderio (最後の願い?, Saigo no negai) - 339. L'unione dei cuori (心をひとつに…!!?, Kokoro o hitotsu ni...!!) - 340. Quando il mondo s'illumina (世界が輝く時?, Sekai ga kagayaku toki) - 341. La decisione di Dai (ダイの決断?, Dai no ketsudan) |                                    |                             |
| 36    | 53    | Trama L'anima immortale del re dei draghi Veruza appare e si congratula con Baan, suo vecchio nemico con cui si contendeva il mondo demoniaco, per essere riuscito nel suo intento. Satana gli risponde che Killbaan, che Veruza gli aveva inviato per ucciderlo, è stato eliminato e ormai non c'è più nessuno a ostacolarlo. Dopo aver perso ogni speranza, Pop sente la voce di Meruru, che essendo connessa coi suoi pensieri ha permesso a Flora e tutti gli altri di scappare in tempo. Nova e Ron Berg sono andati al pilastro, dove hanno congelato il nucleo nero per impedirgli di detonare. Col suo terzo occhio, Baan osserva quanto accaduto e propone nuovamente a Ron di unirsi a lui ma quest'ultimo rifiuta. Baan decide allora di attivare con la magia il pilastro ma il suo gesto viene interrotto dalle sfere che contengono gli amici di Dai e Pop, che lo colpiscono ripetutamente. Satana comprende che la sfera che controlla le altre è quella di Leona e la distrugge. Liberata Leona, Baan si accorge di Gome e lo afferra, svelando che si tratta di una “lacrima di dio”, un oggetto creato dagli dei e che ha il potere di esaudire i desideri. Baan distrugge Gome, i cui frammenti portano Dai all'interno della sua coscienza. Qui, Gome gli ricorda di quando si incontrarono e come divennero amici, quello fu il desiderio di Dai che egli esaudì. Gome gli dice poi che gli ci vorrà una decina d'anni per tornare sulla Terra e che non avrà più alcun ricordo. Prima di tornare dagli dèi, esaudisce il suo ultimo desiderio, unire le menti e i cuori di tutti gli abitanti della Terra. In questo modo, in tutto il mondo gli abitanti vanno a congelare i pilastri. A protezione di uno di questi vi è un mostro, che viene sconfitto da Matorif, mentre la banda dei falsi eroi congela il nucleo nero. Baan riconosce allora il suo errore, avendo sottovalutato la forza del legame che unisce gli uomini. Poiché Baan è ancora più potente di loro, Dai trova un modo per salvare la Terra, ripensando a suo padre. Chiede dunque a Pop e Leona di raccogliere le sfere e di scappare. Dopo aver attivato entrambi i simboli dei Cavalieri del Drago, Dai afferma che questa è l'unica opzione rimasta. |                                    |                             |
| 37    | 54    | Addio agli amici 「さらば!!!愛する地上よ」 - Saraba!!! Ai suru chijō yo | 4 giugno 1997 ISBN 4-08-872207-8   | aprile 2002                 |
| 37    | 54    | Capitoli - 342. Il sangue ribollente del drago (たぎる竜の血!!!?, Tagiru doragon no chi!!!) - 343. Il ruggito (咆哮!!!?, Hōkō!!!) - 344. L'evasione del Baan Palace (大魔宮 脱出せよ?, Bān Paresu dasshutsu se yo) - 345. Battaglia a oltranza (死闘・天空へ?, Shitō, tenkū e) - 346. La vittoria nelle mani (この腕で勝利を?, Kono ude de shōri o) - 347. Addio agli amici (さらば! 我が友?, Saraba! Waga tomo) - 348. Addio al grande Satana (さらば!! 大魔王?, Saraba!! Daimaō) - 349. Addio alla terra adorata (さらば!!! 愛する地上よ?, Saraba!!! Ai suru chijō yo) |                                    |                             |
| 37    | 54    | Trama Per sconfiggere Baan, Dai è disposto ad utilizzare il pieno potere dei suoi due simboli, diventando una sorta di Ryumajin. Intanto, Baan fa precipitare gli amici di Dai nelle profondità del palazzo, per spingerlo a rivelare la sua vera forza. Imitando Hyunkel, Hym lancia Gran Croce e permette al gruppo di tornare sulla Terra. Col suo massimo potere, Dai domina il suo avversario, che non riesce a contrattaccare. Baan è dunque costretto a fare lo stesso e, liberando la forza del suo malocchio, diventa una creatura gigantesca. Ora in svantaggio e combattendo negli strati esterni dell'atmosfera terrestre, Dai vede il volto di sua madre quando sorge il sole, e riceve la sciabola del drago che apparteneva a Baran. Quest'ultimo gli appare dicendo che è tempo per lui di prendere possesso della leggendaria arma dei Cavalieri del Drago e di concentrare tutte le sue forze in un ultimo colpo per sconfiggere Satana. Seguendo questo consiglio, Dai taglia a metà Baan il quale si dissolve poi in un'esplosione. A terra, tutti gioiscono ma compaiono Killbaan e Piroro, il quale conferma di essere il vero manovratore mentre Killbaan è solo una sua marionetta esanime, al cui interno vi è un nucleo nero che sarebbe servito ad eliminare Baan, su ordine di Veruza. Piroro innesca il nucleo ma viene ucciso da Maam, mentre Pop e Dai volano via con Killbaan per farlo scoppiare in cielo. Dai spinge via Pop, dicendo che è destino della sua famiglia sacrificarsi per coloro che amano. Così, il nucleo esplode, facendo scomparire Dai. Diverse settimane dopo, la pace è tornata ma Dai non si trova ancora da nessuna parte. Riuniti su un promontorio sull'isola di Demurin, dove è piantata la spada di Dai, Ron Berg spiega alla compagnia dell'eroe che la spada splendente è prova del fatto che Dai sia ancora in vita, anche se forse in un'altra dimensione. Fiduciosi di rivederlo, i suoi amici decidono di proseguire con la loro vita e di proteggere la Terra, in modo che Dai possa essere orgoglioso di averla salvata. |                                    |                             |